# Jens Albinus
Jens Albinus (Bogense, 3 de janeiro de 1965) é um ator e cineasta dinamarquês.

## Filmografia selecionada
- My Little Sister (2020)
- The Idealist (2015)
- Deutschland 83 (2015) - as Henrik Mayer
- Silent Heart (2014)
- Nymphomaniac (2013)
- Borgen (2013)
- Everything will be Fine (2010)
- This Is Love (2009)
- Daisy Diamond (2007)
- The Boss of It All (2006)
- The Eagle (2004–2006) – como Hallgrim Ørn ("Eagle") Hallgrimsson[3]
- Forbrydelser (2004) (Crimes) – como Carsten
- Facing the Truth (2002) – ou To know the truth – Richard Malmros
- Far from China (2001) – como John
- Gottlieb (2001) – como Martin Gottlieb
- The Bench (2000) – como Kim Bench
- Dancer in the Dark (2000) – como Morty
- Zacharias Carl Borg (2000) – como Zacharias Carl Borg
- Din for altid (1999) – como Jeppe
- The Idiots (1998) – como Stoffer
- Bryggeren (1996) – como Hans Christian Andersen
- Portland (1996) – como Carsten
- Anton (1996) – Lærer, o professor